# Sikó Miklós
Sikó Miklós, bölöni (Septér, 1818. július 2. – Marosvásárhely, 1900. május 5.) magyar festő.

## Származása, tanulmányai
Apja Sikó István táblabíró volt, tehetős földbirtokos, Marosvásárhelyen volt jogász. Négy gyermeke közül Miklós volt a legidősebb. Házi tanítók jártak hozzájuk a Sikó-kúriába. Miklós 10 éves korában került a Marosvásárhelyi Református Kollégiumba. 12 éves korában édesanyja, ködi Farkas Anna meghalt. Nagyszebenben jogászi tanulmányokat folytatott és táblai írnok lett.

## Művészi pályafutása

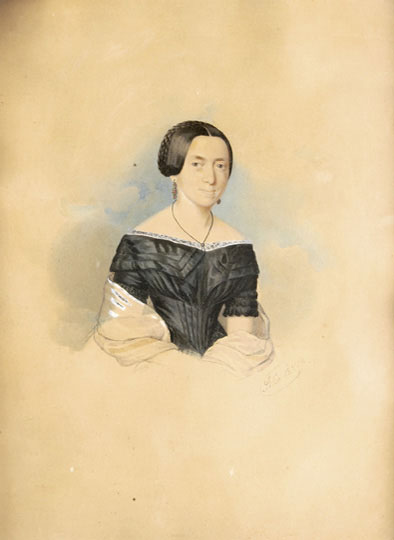
Székely Terézia portréja, 1849.

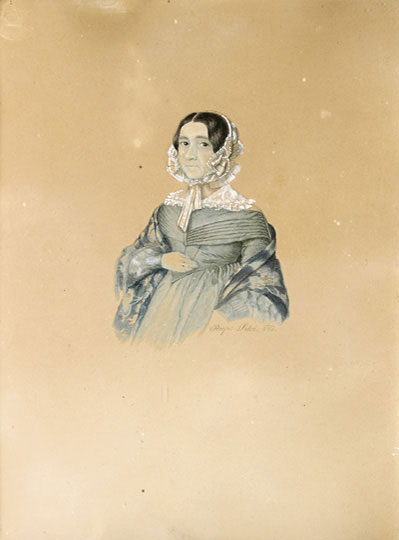
Ismeretlen hölgy arcképe, 1842.

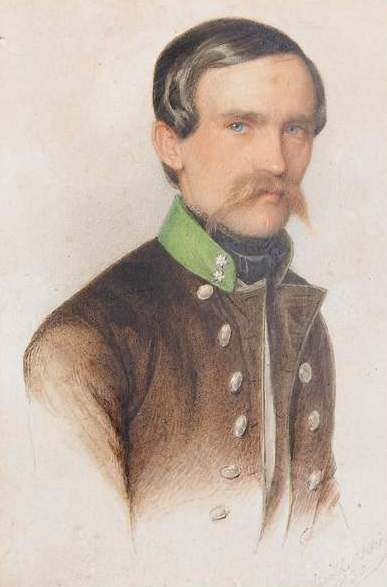
Honvéd portréja, 1850.

Az atyai függéstől megszabadulva szenvedélyesen vetette bele magát a festészetbe. Csak önképzés szintjén tudott azonban a festéssel foglalkozni. 1838-ban Barabás Miklós (a budapesti árvíz elől elmenekülve) egy hónapot töltött Erdélyben, s ekkor Sikó tanítványául szegődött.
Az 1830-as évek végén ismerte meg és 1845-ben az atyai tiltás és kitagadás ellenére feleségül vette Vadadi Filep Rózát, Filep József országos közügy-aligazgató leányát. Borszékre költöztek, s itt a gazdag bojárcsaládok elhalmozták Sikót arcképfestési megbízatásokkal. 1845 őszén Bukarestbe költözött, ahol hamarosan szintén ismert arcképfestő lett.
1846-ban apja megbocsátott neki és visszahívta az ősi birtokra.
1849 januárjában kapcsolódott be a szabadságharcba. Honvéd főhadnagy lett a marosszéki önkéntes nemzetőrzászlóaljból alakuló (később 87.) honvédzászlóaljnál. A bukás után, 1850. július 15-én körrendelet útján elfogatási parancsot állítottak ki nevére, ugyanis megszökött a marosvásárhelyi várból 17 társával együtt. Kolozsvárott bujkált, s egy osztrák ezredes (akinek arcképét megfestette) szerzett neki útlevelet Münchenbe. 1851-ben feleségével együtt utazott ide, s képezte magát a Müncheni akadémián. Telepy Károly és Schoefft Antal voltak a tanulótársai. Ezután hazatértek. E korszakban már olajfestéssel is kísérletezett, kevesebb eredménnyel. Fényképészettel is foglalkozott. Dolgozott Mezey Józseffel, Vastagh Györggyel, Simó Ferenccel és Urlaky Jánossal is. Leginkább akvarell és olajképeket festett, de készített szénrajzokat és litográfiákat is. Működésének fénykora 1845 és 1860 közzé tehető. Az 1850-es évek végén ismerkedett meg Vastagh Györggyel és együttes alkotásaikat Vastagh-Sikó névvel látták el. De a munka karakteresebb részét (az arcot, a kezeket, a ruhák meghatározó foltjait) Vastagh készítette el, Sikó pedig a miniatűrfestő feladatát végezte el rajtuk: kidolgozta egy-egy csipkegallér aprólékos mintáit vagy egy-egy ékszer részleteit. Útjaik 1860-ban elváltak, de az együtt végzett munka felszabadította Sikót.
1860-ban feleségével Bukarestben telepedett le, s egy évig itt dolgozott. Azonban a felnövekvő fiatal festőgenerációval nem bírta a versenyt, megrendelései fokozatosan elmaradtak, felesége, s ő maga is betegeskedni kezdett. Az 1870-es évektől már alig kapott megrendelést, vagyona elúszott. 1890-ben a Rikán Belüli Honvéd Egyesület tagja volt.
Öreg korában, az 1890-es évek második felében Marosvásárhelyen telepedett le, s beteg feleségétől és gyermekeitől távol élt.
Kozma Erzsébet volt, a marosvásárhelyi főügyész szobrász-tehetséggel megáldott lánya, aki a 80 éves művészben a lelket tartotta. A vázlatkönyveket, amelyeket Sikó Miklós ráhagyott, kegyelettel megőrizte, s amikor Veress Zoltán festő felesége lett, azokat az Erdélyi Múzeum-Egyesületnek adta át.
Sikó Miklós 82 éves korában halt meg Marosvásárhelyen teljesen elfeledve.

## Értékelése
Egyetlen kompozíciója sincs, életművében alig található tájkép, és nincs életkép, vallásos kép vagy csendélet. Főként portrékat festett, de az emberi alak egésze sem igen érdekelte, csupán a fej az egyéniségnek hűen nyomon követett vonásaival. A kor ízlésének megfelelően különösen az elefántcsontra festett miniatűr arcképnek vált mesterévé. Öt-hat centiméteres lapocskákra festett mellképeket, olyan finomsággal és mesterségbeli tökéletességgel, hogy a kor virágzó miniatűrfestészetének bármelyik alkotásával felvehették művei a versenyt. Harminchárom éves koráig, a müncheni időszakig, szinte csak akvarell-arcképeket festett, s ebben a műfajban olyan tökéletességre tett szert a maga erejéből, hogy munkái semmiben sem maradnak a Barabáséi mögött. Ezután olajképekre tért át, hosszú sorát festette a férfi és női mellképeknek, néha ösztönösen remeket alkotott, de olajképeinek legnagyobb része alig érte el a középszerűséget – száraz, festőietlen művek, egyedüli értékük a pontos hasonlatosság.
Kolozsváron és Marosvásárhelyen nagyszámú (kb. 400) miniatűr, akvarell, olaj és kőrajzos arcképet készített.

## Műveiből
- Esterházy Kálmán, gróf ifjúkori képe. Akvarell. 1842.
- Női portré, (jelzés jobbra középen), 1842. Akvarell, papír. 220x165 mm
- Székely Terézia portréja, (jelzés jobbra lent) 1849. Akvarell, fedőfehér, papír. 270 x 210 mm
- Honvéd portréja, (jelzés jobbra lent), 1850. Akvarell, papír. 135 x 90 mm
- Férfi képmás. (Ismeretlen) 1855. jelezve, 740 x 650 mm
- Női képmás. (Ismeretlen) 1855. jelezve, 740 x 650 mm
- Haller Anna arcképe. (jelzés balra lent) 1859. Tempera – elefántcsont. 106 x 81 mm
- Szentkereszthy Mária arcképe. (jelzés balra középen) Tempera – elefántcsont. 99 x 74mm
- Szentkereszthy Anna arcképe. (jelzés jobbra lent) 1856. Tempera – elefántcsont. 102x 79 mm
- Szentkereszthy Béla arcképe. (jelzés jobbra lent) 1860. Tempera – elefántcsont. 98 x 75 mm
- Szentkereszthy Pál arcképe. (jelzés jobbra lent) 1860. Tempera – elefántcsont. 98 x 78 mm
- Szentiványi Ignác arcképe. (jelzés jobbra lent) 1861. Vízfestmény. 270 x 230 mm
- Szentiványi Ignácné arcképe. (jelzés jobbra lent) 1861. Vízfestmény. 270 x 230 mm
- Esterházy Kálmán gróf, Kolozs vármegye főispánja. Olaj, vászon. 1871. Kolozsvár város közgyűlése rendelte meg és festette.
- Férfiarckép. (jelzés balra lent) 1887 Olaj – vászon. 720 x 590 mm
- Lilaruhás hölgy. Olaj – vászon. 380 x 315 mm
- Sikó Róza arcképe. (jelzés jobbra lent) 1875 Olaj – vászon. 370 x 305 mm
- Férfiarckép (Szentmarjai). Olaj – vászon. 430 x480 mm
- Esterházy Kálmán, gróf. (Befejezetlen), 1880. Akvarell. 250x250 mm. A Szépművészeti Múzeum tulajdonában.

Több önarcképe ismert.
- Önarckép, 1852. Ceruzarajz. Jelzés: Sikó 852. 100 x 170 mm
- Önarckép, 1860 k. /díszmagyarban / Olaj-vászon. Marosvásárhelyi Múzeum.
- Önarckép, 1866. Olaj-vászon. Jelzése: Sikó 1866. 560 x 720 mm. Az EME tulajd.
- Önarckép, 1866. Olaj-vászon. 1944-ben magántulajdon.
- Önarckép, 1870 körül. Befejezetlen. 1944-ben magántulajdonban.